# 本特·斯卡里
本特·斯卡里（挪威語：Bente Skari，1972年9月10日—），挪威女子越野滑雪运动员。她曾代表挪威参加1994年、1998年和2002年冬季奥林匹克运动会越野滑雪比赛，获得一枚金牌、二枚银牌和二枚铜牌。